# Nave de Haver
Nave de Haver es una freguesia portuguesa del concelho de Almeida, con 41,14 km² de superficie y 504 habitantes (2001). Su densidad de población es de 12,3 hab/km².